# Aliança per l'Europa de les Nacions
L'Aliança per l'Europa de les Nacions (AEN) va ser un partit polític europeu d'ideologia conservador i nacional-conservador, actiu entre 2002 i 2009.

## Història
L'AEN va ser fundada l'any 2002, dissenyada per complementar el grup existent de la Unió per l'Europa de les Nacions (UEN) al Parlament Europeu i aprofitar així les noves subvencions als partits polítics de nivell europeu. En la seva primera trobada, els participants incloïen el Partit Democràtic Cívic, el CDS-PP portuguès, l'israelià Likkud, l'irlandès Fianna Fáil, l'italià Alleanza Nazionale i la grega Reagrupament Popular Ortodox, que més tard van abandonar l'organització.
L'AEN seguia una línia política nacional-conservadora, però molts dels seus membres n'estaven incòmodes amb alguns aspectes. En aquest sentit, va haver un fort moviment intern al Fianna Fáil per a sortir-ne i unir-se a l'ALDE, cosa que va fer el 17 d'abril de 2009. A més, Alleanza Nazionale, que malgrat el seu origen post-feixista era obertament europeista, va acabar abandonant el projecte per a integrar-se al Partit Popular Europeu a través de la fusió en el Poble de la Llibertat el 27 de març de 2009.
Després de les eleccions al Parlament Europeu de 2009, la UEN es va ensorrar provocant la sortida d'altres partits a nous grups com l'ECR o l'EFD, mantenint-se en un primer moment els eurodiputats de Letònia, Lituània, Polònia i Eslovàquia, insuficient però per mantenir l'estatut de finançament de partit a nivell europeu.

## Finançament
Les subvencions del Parlament europeu a l'AEN durant el 2004-2008 foren:
| Any financer | Subvenció inicial (EUR) | Subvenció final (EUR) |
| ------------ | ----------------------- | --------------------- |
| 2004/5       | 161 250                 | 83 964                |
| 2005/6       | 450 000                 | 114 330               |
| 2006/7       | 450 000                 | 144 809               |
| 2007/8       | 300 000                 | 159 138               |
| 2008/9       | 300 000                 | n/a                   |

## Partits membres
| Estat      | Partit                                      | Entrada | Sortida    | Eurodiputats (2004) | Nou Partit                              |
| ---------- | ------------------------------------------- | ------- | ---------- | ------------------- | --------------------------------------- |
| Dinamarca  | Partit Popular Danès                        | 2002    | 2006/7     | 1 / 14              | MELD                                    |
| Eslovàquia | Partit Nacional Eslovac                     | 2002    | 2009       | 0 / 14              | MELD                                    |
| Eslovàquia | Moviment per la Democràcia                  | 2004    | 2008/9     | 0 / 14              | MELD                                    |
| Estònia    | Unió del Poble Estonià                      | 2002    | 2009       | 0 / 6               |                                         |
| França     | Reagrupament per França                     | 2002    | 2009       | 0 / 74              |                                         |
| Grècia     | Reagrupament Popular Ortodox                | 2002    | 2005       | 1 / 24              | MELD                                    |
| Grècia     | ESESY                                       | 2008/9  | 2009       | 0 / 24              |                                         |
| Hongria    | Partit Cívic i Provincial Hongarès          | 2004    | 2009       | 0 / 24              |                                         |
| Irlanda    | Fianna Fáil                                 | 2002    | 2009       | 4 / 13              | ALDE                                    |
| Itàlia     | Alleanza Nazionale                          | 2002    | 2009       | 9 / 78              | Dissolt dins PdL, que van entrar al PPE |
| Itàlia     | Alleanza Siciliana                          | 2008/09 | 2009       | 0 / 78              | Dissolt dins PdL, que van entrar al PPE |
| Letònia    | Per la Pàtria i la Llibertat/LNNK           | 2002    | 2009       | 4 / 9               | ECR Party                               |
| Lituània   | Ordre i Justícia                            | -       | 2009       | 1 / 13              | MELD                                    |
| Lituània   | Unió Lituana d'Agricultors i Verds          | -       | 2009       | 1 / 13              | Verds/EFA                               |
| Luxemburg  | Partit Reformista d'Alternativa Democràtica | 2002    | 2009       | 0 / 6               | ECR Party                               |
| Malta      | Partit Conservador de Malta                 | 2002    | abans 2006 | 0 / 5               |                                         |
| Polònia    | Llei i Justícia                             | -       | 2009       | 7 / 54              | ECR Party                               |
| Polònia    | Lliga Nacional Conservadora                 | 2002    | abans 2006 | 0 / 54              |                                         |
| Portugal   | CDS / Partit Popular                        | 2002    | abans 2006 | 2 / 24              | EPP                                     |
| Txèquia    | Partit Democràtic Cívic                     | 2002    | abans 2006 | 9 / 24              | ECR Party                               |
| Xipre      | Moviment Democràtic Combatent               | -       | 2009       | 0 / 6               |                                         |

### Partits associats fora de la UE
| Estat      | Partit                                | Entrada | Sortida    | Nou Partit o Grup                        |
| ---------- | ------------------------------------- | ------- | ---------- | ---------------------------------------- |
| Albània    | Partit Republicà d'Albània            | 2002    | 2009       | ECR Party                                |
| Bulgària   | Ideal Nacional per a la Unitat        | -       | 2006/7     | Fusionat al NFSB, que van entrar a l'EFD |
| Israel     | Likkud                                | 2002    | abans 2006 | ECR Party                                |
| Israel     | Yisrael Beiteinu                      | 2002    | abans 2006 |                                          |
| Israel     | Fòrum Internacional de Dreta          | 2002    | abans 2006 |                                          |
| Kazakhstan | Media Forum                           | 2007    | 2009       |                                          |
| Rússia     | Partit Democràtic de Rússia           | 2002    | abans 2006 | EPP                                      |
| Romania    | Partit Nacional Liberal               | -       | 2006/7     | ALDE                                     |
| Ucraïna    | Congrés dels Nacionalistes Ucraïnesos | -       | 2009       |                                          |